# Dave Pybus
Dave Pybus, född 4 juni 1970 i Heckmondwike, är en brittisk musiker. Han är basist i extreme metal-bandet Cradle of Filth.
Pybus har spelat med en lång rad band, bland andra Darkthrone, Autopsy, My Dying Bride, och Anathema. Pybus anslöt sig till Cradle of Filth 2002 och medverkade på albumen Damnation and a Day (2003) och Nymphetamine (2004).
I januari 2005 tillkännagav Pybus att han skulle lämna Cradle of Filth, men han återkom efter sex månader.